# 北海道道429号多度志停車場線
北海道道429号多度志停車場線（ほっかいどうどう429ごう たどしていしゃじょうせん）は、北海道深川市内を結ぶ一般道道（北海道道）である。

## 概要

### 路線データ
- 起点：北海道深川市多度志（旧JR北海道 深名線 多度志駅跡）
- 終点：北海道深川市多度志（北海道道98号旭川多度志線交点）
- 路線延長：0.7km

## 歴史
- 1962年（昭和37年）8月1日 路線認定[1]。

## 地理

### 通過する自治体
- 空知総合振興局
  - 深川市

### 交差する道路
深川市
- 北海道道98号旭川多度志線 - 多度志（終点）

### 沿線にある施設など
深川市
- きたそらち農業協同組合多度志支所 - 多度志1010